# Aftagenummer
Et aftagenummer er et unikt nummer som bruges til at identificere elmålere i Danmark. 
Nummeret er opbygget af 18 cifre. Da de første 7 cifre altid er de samme for danske elmålere ( 5 713 131 ) angiver nogle elleverandører kun de sidste 11 cifre i nummeret.
Elbranchen og gasbranchen anvender samme internationale nummereringssystem, der administreres af GS1 Denmark.
| Position | Beskrivelse              | Eksempel |
| -------- | ------------------------ | -------- |
| 1-2      | Landekode (Danmark)      | 57       |
| 3-7      | Artskode (elsektoren)    | 13131    |
| 8-10     | Netselskabets DEF-nummer | 123      |
| 11-17    | Løbenummer               | 1234567  |
| 18       | Kontrol (modulus 11)     | A        |